# Gaaler Tauern
Die Gaaler Tauern sind eine Gebirgsgruppe der zentralen Ostalpen sowie die kleinste Gebirgsgruppe der der Niederen Tauern. Das Gebirge befindet sich im österreichischen Bundesland Steiermark und wird teilweise auch zu den Seckauer Tauern gezählt.

## Lage und Gliederung
Namensgeber ist die Gemeinde Gaal, in der die Gipfel größtenteils liegen. Die Gipfel des Rosenkogels, des Lärchkogels, des Bärnkopfs, des Schleifecks und des Schleifkogels liegen gänzlich in der Gemeinde Pölstal, während die Gipfel von Lahneck, Glaneck, Kesseleck und Amachkogel an der Gemeindegrenze zwischen Gaal und Pölstal liegen. Die anderen Gipfel liegen in der Gemeinde Gaal.
Die Gaaler Tauern werden in zwei Gebirgskämme, den westlichen Kesseleckkamm und den östlichen Pletzenkamm, gegliedert. Getrennt werden sie vom Gaalgraben, der vom Gaalbach durchflossen wird. In den Gaaler Tauern gibt es 19 Zweitausender, davon acht im Kesseleckkamm und 13 im Pletzenkamm.

## Touristische Bedeutung
Als Ausgangspunkt für Wanderungen wird gern das auf 1644 m gelegene Sommertörl genutzt, das über eine Schotterstraße erreichbar ist. Bergsteiger erwarte eine „unverfälschte Natur“, eine gute Fernsicht und eine „reizvolle Landschaft“. Der Mariazeller Gründerweg führt durch die Gaaler Tauern.

## Gipfel
Die höchsten Gipfel sind der Pletzen (2345 m), der Sonntagkogel (2343 m), der Amachkogel (2312 m) sowie das Kesseleck (2308 m).